# Europamästerskapen i fälttävlan 2013
Europamästerskapen i fälttävlan 2013 arrangerades i Malmö, Sverige den 29 augusti till 1 september. Tävlingen var den 31:e upplagan av Europamästerskapen i fälttävlan.

## Resultat
| Placering | Ryttare                | Häst           | Land |
| --------- | ---------------------- | -------------- | ---- |
| 1         | Michael Jung           | Halunke FBW    | GER  |
| 2         | Ingrid Klimke          | FRH Escada JS  | GER  |
| 3         | William Fox-Pitt       | Chilli Morning | GBR  |
| 4         | Niklas Lindbäck        | Mister Pooh    | SWE  |
| 9         | Frida Andersén         | Herta          | SWE  |
| 10        | Ludwig Svennerstål     | Shamwari       | SWE  |
| 14        | Sara Algotsson Ostholt | Reality        | SWE  |
| 27        | Anna Hassö             | Clover         | SWE  |
| 28        | Johan Lundin           | Johnny Cash    | SWE  |
| 33        | Dag Albert             | Tubber Rebel   | SWE  |
| 34        | Malin Petersen         | Sofarsogood    | SWE  |

| Placering | Land      |
| --------- | --------- |
| 1         | Tyskland  |
| 2         | Sverige   |
| 3         | Frankrike |